# John Guillermin
John Guillermin (Londres, 11 de noviembre de 1924 -Topanga, California, 27 de septiembre de 2015) fue un director, guionista y productor de cine británico que se dedicó principalmente a dirigir superproducciones de acción y aventura a lo largo de su dilatada carrera. Estudió en la Universidad de Cambridge.
Entre sus largometrajes más famosos destacan Yo fui el doble de Montgomery (1958), La gran aventura de Tarzán (1959), Tarzán en la India (1962), El mayor mujeriego (1962), The Blue Max (1966),  El puente de Remagen (1969), The Towering Inferno (1974),  King Kong (1976),  Muerte en el Nilo (1978) y King Kong 2 (1986). Desde los años 80 trabajó en proyectos mucho menos prestigiosos, y sus últimos trabajos fueron producciones efectistas de bajo presupuesto y largometrajes para televisión.
También dirigió quince episodios de la serie de televisión The Adventures of Aggie (Las aventuras de Aggie), de finales de la década de 1950.

## Primeros años y trayectoria laboral
Guillermin nació en Londres, fue hijo de padres franceses. Después de darse de baja en las fuerzas aéreas a los 22 años, empezó su carrera de director en Francia, y realizó documentales. En 1950, se trasladó a Hollywood para estudiar cine. En Town on Trial (1957),  mostró su precoz conocimiento del oficio, al conseguir dotar al personaje habitualmente bonachón de John Mills de una actitud amenazadora. Con el tiempo, llegó a ser conocido más como un director de películas de entretenimiento que de cine de autor, y por sus largometrajes de alto presupuesto y de efectos espectaculares en los últimos años de su carrera. También fue conocido por ser un fumador de pipa exigente y perfeccionista, y por grabar una y otra vez escenas hasta conseguir exactamente lo que buscaba. Su método de trabajo incluía ángulos de cámara imposibles y tomas a mano. 

## Comentarios y opiniones de otros personajes

### The Blue Max
De las autobiografías y memorias de actores, editores y productores se deduce que era difícil trabajar con él; en el libro de Norma Barzman, cuando se reunió para discutir el proyecto The Blue Max, dijo de él que era «frío y de labios rígidos». Elmo Williams, productor de The Blue Max, lo describe como un «director exigente, al que no le importaba herir a las personas mientras obtuviera una acción realista... Era muy trabajador, excesivamente crítico, y no caía bien al equipo de rodaje. Sin embargo, era un maestro con la cámara».

### El puente de Remagen
El productor David L. Wolper escribió que Guillermin fue «el director más difícil con el que he trabajado nunca». Wolper fue más allá, y describió a Guillermin como «un auténtico grano en el culo». Guillermin estaba dirigiendo el largometraje de Wolper El puente de Remagen en 1968. Guillermin les gritó a algunos miembros del equipo checo que llegaron tarde el primer día de rodaje; uno de ellos le dijo que, si hacía eso de nuevo, se irían todos. Un día Guillermin le dijo a Wolper que no podía poner un pie en el set de rodaje, debido a la complejidad de la grabación. Wolper le dijo que estaba despedido. Guillermin se disculpó, y volvió a ser contratado inmediatamente.
Charlton Heston describió a Guillermin como un «director hábil e imaginativo» con una «veta irascible».

### Dirección deKing Kong
Ralph E. Winters fue contratado como editor en King Kong (1976) después de una agradable conversación con Guillermin. Winter lo describe como «un tipo flacucho, oscuro, de rasgos muy afilados». En la sala de proyección, Winters sería testigo de una escena en la que Guillermin golpeaba, frustrado, el asiento delantero hasta romperlo. Winters recibió al día siguiente una llamada donde se disculpaba, y 23 años después de que el largometraje se estrenara le llamó para felicitarlo por su trabajo en King Kong.

### Dirección deMidwayySahara
Antes de que empezara la grabación de La batalla de Midway, el productor Walter Mirisch sustituyó a Guillermin por Jack Smight después de que Guillermin pidiera más tiempo y un mejor equipamiento, principalmente aviones, que el presupuesto no permitía. En 1983, Guillermin también fue sustituido en la película Sahara por Andrew V. McLaglen.

### Alnilam
El novelista James Dickey, que trabajó con él en el proyecto Alnilam en 1989 (que no se llegó a rodar), escribió que Guillermin era «uno de esos directores megalómanos a los que se les tiene que abrir las puertas del cielo para que decidan participar en un proyecto».

## Vida privada
El 20 de julio de 1956, se casó con la actriz y escritora Maureen Conell. Tuvieron dos hijos: Michelle (julio 1959) y Michael-John (25 de enero de 1963 - 24 de marzo de 1989). Vivieron en la zona de Los Ángeles desde 1968. Maureen escribió una novela semiautobiográfica: Mary Lacey (1980). En ella, la heroína crece en Kenia, se traslada a Londres, se convierte en actriz y se casa con un productor de cine (igual que en el caso de Maureen, excepto que ella se casó con un director). Maureen y John se separaron.[cita requerida]

## Premios
- Galardón de Cine Británico del Evening Standard 1980, por Muerte en el Nilo.